# ZFAND1
ZFAND1 (англ. Zinc finger AN1-type containing 1) – білок, який кодується однойменним геном, розташованим у людей на 8-й хромосомі. Довжина поліпептидного ланцюга білка становить 268 амінокислот, а молекулярна маса — 30 787.
| 10         |  | 20         |  | 30         |  | 40         |  | 50         |
| ---------- |  | ---------- |  | ---------- |  | ---------- |  | ---------- |
| MAELDIGQHC |  | QVEHCRQRDF |  | LPFVCDDCSG |  | IFCLEHRSRE |  | SHGCPEVTVI |
| NERLKTDQHT |  | SYPCSFKDCA |  | ERELVAVICP |  | YCEKNFCLRH |  | RHQSDHECEK |
| LEIPKPRMAA |  | TQKLVKDIID |  | SKTGETASKR |  | WKGAKNSETA |  | AKVALMKLKM |
| HADGDKSLPQ |  | TERIYFQVFL |  | PKGSKEKSKP |  | MFFCHRWSIG |  | KAIDFAASLA |
| RLKNDNNKFT |  | AKKLRLCHIT |  | SGEALPLDHT |  | LETWIAKEDC |  | PLYNGGNIIL |
| EYLNDEEQFC |  | KNVESYLE   |  |            |  |            |  |            |

A: Аланін

C: Цистеїн

D: Аспарагінова кислота

E: Глутамінова кислота

F: Фенілаланін

G: Гліцин

H: Гістидин

I: Ізолейцин

K: Лізин

L: Лейцин

M: Метіонін

N: Аспарагін

P: Пролін

Q: Глутамін

R: Аргінін

S: Серин

T: Треонін

V: Валін

W: Триптофан

Задіяний у такому біологічному процесі, як альтернативний сплайсинг. 
Білок має сайт для зв'язування з іонами металів, іоном цинку. 